# ابجد (فیلم)
ابجد فیلمی به کارگردانی، نویسندگی ابوالفضل جلیلی ساخته سال ۱۳۸۱ است.
نمایش این فیلم در ایران ممنوع و به دلیل اینکه تهیه‌کننده آن شبکه دوم صدا و سیمای ایران است نمایش خصوصی آن نیز از ابوالفضل جلیلی سلب شد.

## خلاصه داستان
داستان زندگی نوجوانی است که در محیطی مذهبی به هنر علاقه‌مند است، اما خانواده اش، هنر را در قالبی جدای قالب مرسوم می‌بیند.

## جشنواره‌ها
جشنواره‌های فیلم ابجد به شرح زیر است:
- شرکت در جشنواره بین‌المللی فیلم خیخون ـ دوره چهل و یکم (اسپانیا)
- شرکت در جشنواره بین‌المللی فیلم توکیو فیلمکس ـ دوره چهارم (ژاپن)
- شرکت در جشنواره بین‌المللی فیلم تورنتو ـ بیست و هشتم (کانادا)
- شرکت در جشنواره بین‌المللی فیلم تسالوینکی ـ دوره چهل و چهارم (یونان)
- شرکت در جشنواره بین‌المللی فیلم سائوپائولو ـ دوره بیست و هفتم (برزیل)
- شرکت در جشنواره بین‌المللی فیلم سه قاره نانت ـ دوره بیست و پنجم (فرانسه)
- شرکت در جشنواره فوروم دزایماژ پاریس (فرانسه)
- شرکت در جشنواره بین‌المللی فیلم ونیز ـ دوره شصتمین (ایتالیا)
- شرکت در جشنواره بین‌المللی فیلم ونکوور ـ دوره بیست و دوم (کانادا)
- شرکت در جشنواره بین‌المللی فیلم‌های ایرانی در دانشگاه یوسی‌ال‌ای (UCLA) ـ دوره چهاردهم (آمریکا)
- شرکت در جشنواره بین‌المللی فیلم هامبورگ ـ دوره دوازدهم (آلمان)
- شرکت در جشنواره بین‌المللی فیلم لندن ـ دوره چهل و هفتم (انگلستان)
- شرکت در جشنواره بین‌المللی فیلم فیلادلفیا ـ دوره سیزدهم (آمریکا)
- شرکت در جشنواره بین‌المللی فیلم شب ـ دوره پانزدهم (دانمارک)
- شرکت در جشنواره بین‌المللی فیلم سیدنی ـ دوره پنجاه و یکم (استرالیا)
- شرکت در جشنواره بین‌المللی فیلم ورشو ـ دوره بیستم (لهستان)
- شرکت در جشنواره بین‌المللی فیلم واشینگتن دی سی ـ دوره هجدهم (آمریکا)
- شرکت در جشنواره بین‌المللی فیلم هنگ کنگ ـ دوره بیست و هشتم (هنگ کنگ)
- شرکت در جشنواره بین‌المللی فیلم‌های ایرانی در موزه هنرهای زیبای هیوستن ـ دوره دوازدهم (آمریکا)
- شرکت در جشنواره بین‌المللی فیلم‌های ایرانی در گالری هنری فریر اسمیتونین واشینگتن دی سی ـ دوره نهم (آمریکا)
- شرکت در جشنواره بین‌المللی فیلم سنگاپور ـ دوره هفدهم (سنگاپور)
- شرکت در جشنواره بین‌المللی فیلم دوربان ـ دوره بیست و پنجم (آفریقای جنوبی)
- شرکت در جشنواره بین‌المللی فیلم آرسنال ریگا (لیتوانی)
- شرکت در جشنواره بین‌المللی سالانه فیلم‌های ایرانی در موزه هنرهای زیبای بوستن ـ دوره یازدهم (آمریکا)